# Universidade de Andorra
.

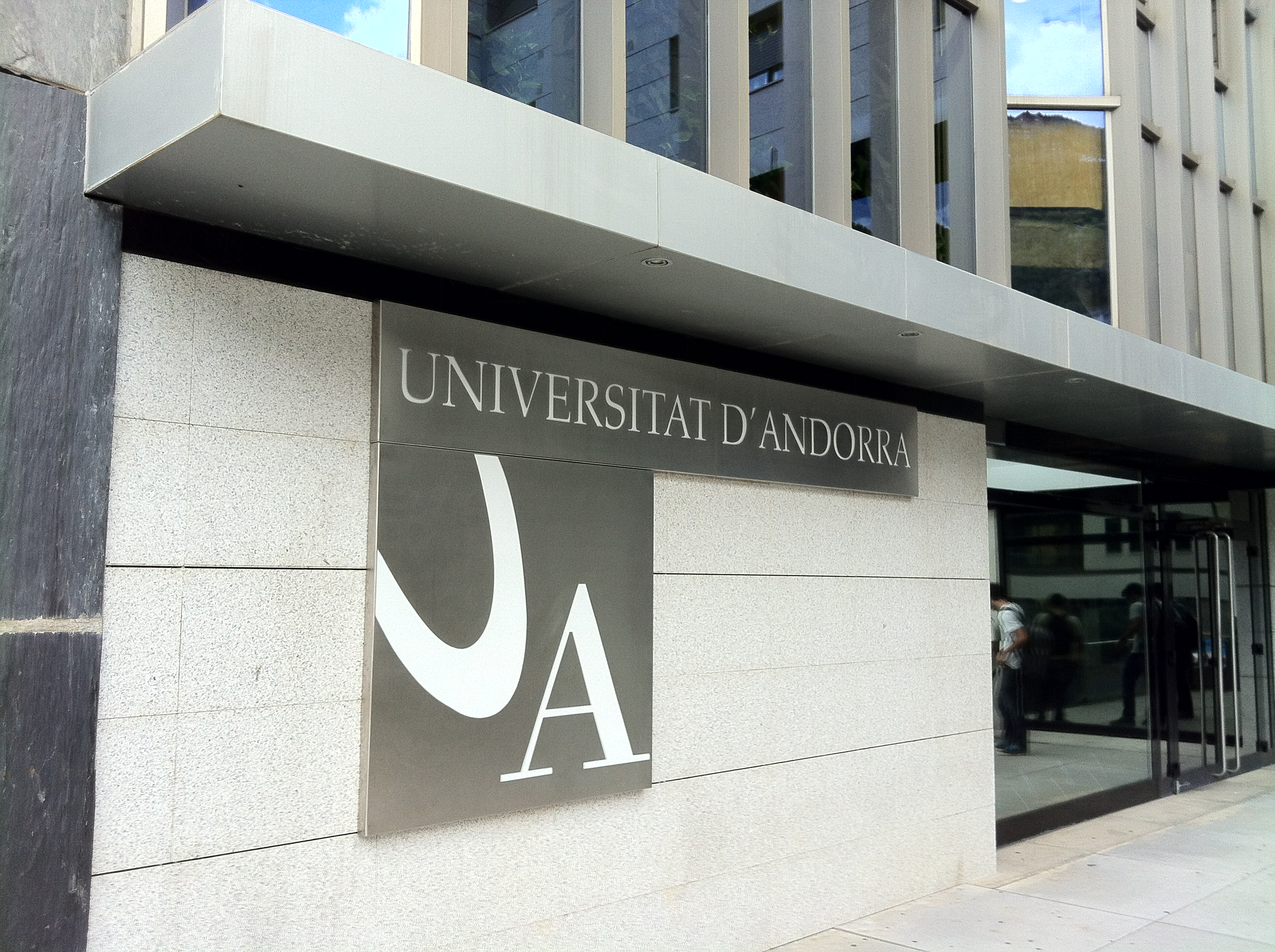
Universidade de Andorra

A Universidade de Andorra (em catalão:  Universitat d'Andorra) é a única Universidade do país.
Foi criada em 1997. Está localizada em Sant Julià de Lòria.